# Bambusz-évkönyvek
A Bambusz-évkönyvek (hagyományos kínai: 竹書紀年; egyszerűsített kínai: 竹书纪年; pinjin (pinyin) hangsúlyjelekkel: Zuǒ zhuàn) egyike a legkorábbi kínai történeti műveknek. Az ismeretlen szerzőjű műben tárgyalt időszak a legendás történeti kezdetektől, a Sárga Császártól egészen i. e. 299-ig terjed, melyben jelentős hangsúlyt kap, a Hadakozó fejedelemségek idején létezett Vei (Wei) 魏 fejedelemség. Az eredeti szövegnek valamikor a Szung (Song)-dinasztia idején nyoma veszett. Ma két változatban ismert: az egyik a "modern szöveg" (csin-pen (jinben) 今本), melynek a hitelessége vitatott, a másik pedig az "ősi szöveg" (ku-pen (guben) 古本), amely viszont töredékes.

## Története

### Ma már nem ismert változatai
A mű egyik legrégebbi, feltehetően eredeti változatának egy példányát az i. e. 296-ban elhunyt Vei (Wei) fejedelemségbeli Aj Hsziang (Ai Xiang) 哀襄 király holttestével együtt helyezték sírba, amelyet a Nyugati Csin (Jin)-dinasztia idején, i. sz. 281-ben tártak fel a mai Honan (Henan)-tartomány területén található Csicsung (Jizhong)ban 汲冢. Ugyanebből a sírból, a Bambusz-évkönyveken kívül a Kuo jü (Guo yu), a Változások könyve és a Mu király történetének (Mu tien-ce csuan (Mu tianzi zhuan) 穆天子傳) egy-egy, bambuszcsíkokra írott példánya is előkerült. A 3. századi udvari tudósok sorba rendezték a szöveget tartalmazó bambuszcsíkokat, a művet pedig a Vei (Wei) fejedelemség krónikájaként azonosították. Tu Jü (Du Yu) 杜預 (222–285) tábornok, aki maga is látta a sírból előkerült művet, azt állította, hogy a szöveg a Hszia (Xia)-dinasztia történetével kezdődik, és több Han-kor előtti naptárat is felhasznált. A későbbi beszámolók viszont arról tudósítanak, hogy a szöveg a Sárga Császártól kezdve tárgyalta a történelmet. Ez a változat 13 tekercsből állt, s valamikor a Szung (Song)-korban elveszett. A Szung (Song)-dinasztia hivatalos történeti műve, az 1345-ben összeállított a Szung si (Song shi) 宋史 a Bambusz-évkönyvek egy 3 kötetes változatáról tesz említést, de erről nincs több információ, kapcsolata a ma ismert változatokkal nem ismert.

### A "modern szöveg"
A "modern szövegként" (csin-pen (jinben) 今本) ismert, mindössze 2 tekercsből álló változatot valamikor a 16. század végén nyomtatták ki. Az első tekercs a történelem előtti, legendás uralkodók (a Sárga Császártól kezdve), valamint a Hszia (Xia)- és a Sang (Shang)-dinasztia uralkodóinak rövid ismertetését tartalmazza.

### Az "ősi szöveg"
Az "ősi szövegként" (ku-pen (guben) 古本) ismert változat